# Пељо Билбао
Пељо Билбао Лопез де Арментија (шп. Pello Bilbao López de Armentia; 25. фебруар 1990) шпански је професионални бициклиста који тренутно вози за  ворлд тур тим — Бахреин—викторијус. Остварио је двије етапне побједе на Ђиро д’Италији гдје је три пута завршио у првих десет, а остварио је и једну етапну побједу на Тур де Франсу гдје је два пута завршио у првих десет; једном је освојио првенство Шпаније у вожњи на хронометар.
Од малена је возио за академију коју је спонзорисао тим Еускалтел—еускади, а затим и за Орбеу, развојни тим Еускалтела, у којем је и почео професионалну каријеру 2011. и остао је до 2013. када се тим расформирао, након чега је прешао у континентални тим Каха рурал—сегурос. Послије три године током којих је остварио неколико побједа прешао је у Астану, са којом је завршио Ђиро 2018. на шестом мјесту, а затим је на Ђиру 2019. остварио двије етапне побједе. Године 2020. прешао је у Бахреин—макларен, гдје је прве сезоне освојио првенство Шпаније у вожњи на хронометар и завршио је Ђиро на петом мјесту. Године 2021. завршио је Тур де Франс на деветом мјесту, а 2022. је завршио Ђиро на петом мјесту и освојио је класификацију по поенима на Дојчланд туру.
Године 2023. завршио је Тур де Франс на шестом мјесту, уз једну етапну побједу и Класик Сан Себастијан на другом мјесту.

## Дјетињство и јуниорска каријера
Бициклизмом је почео да се бави у дјетињству и возио је за академију Герникеса, коју је водио бивши бициклиста и механичар Хесус Анхел Руиз Теран, а која је била повезана са фондацијом Еускади, власником тада про тур тима Еускалтел—еускади тима. Он је је постао један од возача који су добили стипендију преко програма који је покренуо Мигуел Мадаријага, предсједник фондације Еускади. Током 2007. године, његове прве као јуниора, завршио је на шестом мјесту на првенству Шпаније у вожњи на хронометар. Током 2008. освојио је трке Трофеј Еускал херија и Субида а Узарага, гдје је напао на последњем успону и остварио соло побједу. Остварио је укупно пет побједа, а такмичење Куп Шпаније завршио је на осмом мјесту. Исте године постао је и први бициклиста који је учествовао у програму размјене возача, гдје је током прве двије недјеље септембра живио у Марсељу како би учествовао на разним тркама, укључујући Ђиро де ла Луниђага у Италији, а био је члан клуба Вело клуб ла пом Марсељ током размјене.
Године 2009. Прешао је у јуниорски тим Натургас енергија, који је био филијала тима Еускалтел—еускади. Побиједио је на тркама у Ларабецуи и Анзоли, док се борио за побједу на такмичењу Трофеј Лендакари, гдје је завршио на четвртом мјесту са 108 поена, 20 мање него побједник Рамон Домен и проглашен је за једно од откровења године.
Године 2010. такмичио се у Трофеју Баскије за возаче до 23 године. Трку Горла де Вердага завршио је на другом мјесту, изгубивши у спринту од Хесуса Ераде. Спринт је био прилично близу, а пошто тада није било фото финиша, судија је на основу онога што је видио додијелио побједу Еради; Билбао и његов тим су се жалили што је довело до дебате о потреби усвајања нових мјера да би се избјегла слична ситуација у будућности. Вуелта ал Бидасоа завршио је на седмом мјесту. Прву побједу у сезони остварио је у мају на трци Натчитуа коју је организовао клуб Герникеса у којем је тренирао, а која је вожена на подручју које је и сам користио за тренинг; захваљујући побједи дошао је на треће мјесто у Трофеју. У наставку сезоне остварио је побједе на тркама у Маркини и Сопелани, након чега је на другом мјесту завршио трке Пентекотес, Гацага и Сан Роман де Мугица, захваљујући чему је преузео прво мјесто у Трофеју. Хтио је да учествује на трци Бира, популарној трци кроз Баскију, али је она отказана због недостатка спонзора. На трци у његовом крају, Сан Бартоломе де Герника и Луно коју је организовала Герникеса и која се састојала од пет кругова до Арацуа и шестог који је укључивао успон на Балкон де Вискају, а почетак и циљ су били у Рентерији, завршио је на шестом мјесту, након што му се гума пробушила, али је остао на водећем мјесту у Трофеју. Последње три трке су вожене у покрајини Гипускоа; завршио је на другом мјесту на прве двије, у Горли и Пентекостесу, након чега је побиједио на последњој, у Сан Мартину. Захваљујући добрим резултатима освојио је Трофеј за возаче до 23 године и био је шампион Еускадија у тој категорији.

## Професионална каријера

### Почетак каријере
Професионалну каријеру почео је 2011. године у континенталном тиму Орбеа, који је био развојни тим Еускалтела. Након што је остварио добре резултате у првом дијелу сезоне, на Челенџу Мајорка и Тур де Андалузији, 1. марта је објављено да прелази у Еускалтел.
 Требало је да дебитује на Критеријуму Корзика, али је на тренингу пао и сломио олекранон лијевог лакта, због чега је морао да паузира два мјесеца. За тим је дебитовао у мају, а најбољи резултат у сезони остварио је у финишу сезоне када је Тур де Венде завршио на другом мјесту, иза Марка Марката.

### 2014—2016
Послије три сезоне у Еускатлелу, 2014. је прешао у континентални тим Каха рурал—сегурос, након што се тим Еускатлел—еускади расформирао. У априлу је освојио класик Примавера де Аморебијета, побиједивши у спринту Горку Изагиреа, што му је била прва побједа у каријери. Тур оф Норвеј у мају је завршио на седмом мјесту у генералном пласману и на другом мјесту у класификацији за најбољег младог возача, три секунде иза Јеспера Хансена. У финишу сезоне је возио своју прву гранд тур трку — Вуелта а Еспању, гдје је на деветој етапи био у бијегу и завршио је на петом мјесту, минут и 20 секунди иза Винера Анаконе.
На почетку сезоне 2015. освојио је брдску класификацију на трци Вуелта а Андалузија рута чиклистика дел сол, два поена испред Криса Фрума. У априлу је остварио побједу на првој етапи трке Вуелта а Кастиља и Леон и био је лидер три класификације. На другој етапи је у завршио на седмом мјесту у спринту, побиједио је Сергеј Шилов, а Карлос Барберо је завршио на другом мјесту и преузео је лидерску мајицу захваљујући секундама бонификације након што је претходно прву етапу завршио на трећем мјесту. Последњу, трећу етапу завршио је на осмом мјесту и трку је завршио на четвртом мјесту у генералном пласману , 47 секунди иза Пјера Ролана, уз освојену класификацију по поенима. Недељу дана касније возио је Тур оф Турки трку, гдје је остварио побједу на шестој етапи, три секунде испред Мигела Анхела Лопеза, након чега у јуну освојио Тур де Бос трку у Канади, гдје је двије етапе завршио на другом мјесту, а побиједио је 15 секунди испред Томса Скујинша. У финишу сезоне возио је Вуелта а Еспању, гдје је осму етапу завршио на другом мјесту, изгубивши у спринту од Јаспера Стојвена.
Године 2016. завршио је Вуелта а Кастиља и Леон трку на другом мјесту у генералном пласману, 30 секунди иза Алехандра Валвердеа. Крајем априла остварио је побједу на другој етапи Тур оф Турки трке, десет секунди испред Жозеа Гонсалвеша, али је морао да напусти трку током шесте етапе. У финишу сезоне је возио Вуелта а Еспању, гдје је етапу 12 завршио на шестом мјесту у спринту, док је на етапи 17 био у бијегу и завршио је на четвртом мјесту, 14 секунди иза Матијаса Франка.

### 2017—2019
Године 2017. прешао је у казахстански тим Астана. У мају је возио Ђиро д’Италију по први пут, гдје је радио за Винченца Нибалија, а Астана је стартовала са осам умјесто са девет возача у част Микелеа Скарпонија који је погинуо током тренинга. На етапи 19 је био у бијегу и завршио је на четвртом мјесту, два минута иза Микела Ланде. Ђиро је завршио на 66 мјесту у генералном пласману, док је Нибали завршио на трећем, 40 секунди иза Тома Димулена. У јуну је завршио Тур де Свис на десетом мјесту, што је био први пут да је неку од највећих етапних трка завршио у првих десет. У финишу сезоне је возио Вуелта а Еспању, гдје је поново радио за Нибалија, који је завршио на другом мјесту, два минута иза Фрума.
Године 2018. завршио је Вуелта ал Паис Баско на осмом мјесту у генералном пласману, након чега је остварио побједу на првој етапи на Тур оф Алпс трци, испред Луиса Леона Санчеза и носио је лидерску мајицу на једној етапи. У мају је возио Ђиро д’Италију као подршка за Мигела Анхела Лопеза. Хронометар на првој етапи завршио је на шестом мјесту, 18 секунди иза Димулена а 40 секунди испред Лопеза, а након константних вожњи током читаве трке, завршио је Ђиро на шестом мјесту, што је био први пут да је неку гранд тур трку завршио у првих десет. Почетком јуна возио је Критеријум ди Дофине, гдје је на шестој етапи остварио побједу испред Герента Томаса, што је била прва побједа коју је остварио на некој ворлд тур трци. У финишу сезоне возио је Вуелта а Еспању, који је завршио на 27 мјесту, док је Лопез завршио на трећем.
Сезону 2019. почео је на Вуелта а Валенсијана трци, коју је завршио на трећем мјесту, иза Јона Изагиреа и Валвердеа. Сезону је наставио на Вуелта а Мурсији, гдје је побиједио на првој етапи, док је другу етапу завршио на петом мјесту и трку је завршио на трећем мјесту у генералном пласману. Крајем фебруара завршио је Вуелта а Андалузију на четвртом мјесту у генералном пласману, 21 секунду иза Јакоба Фуглсанга. У мају је возио Ђиро д’Италију, гдје је на седмој етапи остварио побједу из бијега, пет секунди испред Тонија Галопена, што му је била прва етапна побједа на Ђиру и на некој гранд тур трци. На етапи 20 је остварио другу етапну побједу на Ђиру, одспринтавши Ланду на циљу, након чега је хринометар на последњој, етапи 21 завршио на седмом мјесту и Ђиро је завршио на 31 мјесту у генералном пласману. Крајем јуна је завршио првенство Шпаније у вожњи на хронометар на другом мјесту, 49 секунди иза Хонатана Кастровијеха, након чега је возио Тур де Франс по први пут. На етапи 12 отишао је у бијег са још око 40 возача; на последњем успону је пратио нападе и одвојио се заједно са Сајмоном Јејтсом и Грегором Милбергером, а у спринту је завршио на другом мјесту, иза Јејтса. Тур је завршио на 54 мјесту у генералном пласману.

### 2020—данас
У октобру 2019. објављено је да ће прећи у Бахреин—мериду за сезону 2020. а тим је пред почетак сезоне промијенио име у Бахреин—макларен. У фебруару је завршио Вуелта а Андалузију на шестом мјесту у генералном пласману, скоро два минута иза Фуглсанга, након чега је возио Париз—Ницу у марту, али је није завршио, јер се тим повукао са трке прије почетка шесте етапе због ковида 19. Због избијања пандемије ковида 19 сезона у ворлд туру је била прекинута од марта до августа, Тур де Франс је био помјерен за крај августа, а Ђиро д’Италија и Вуелта а Еспања за октобар. Крајем августа је освојио првенство Шпаније у вожњи на хронометар, 36 секунди испред Луиса Леона Санчеза, након чега је возио Тур де Франс и завршио га је на 16 мјесту у генералном пласману. У октобру је возио Ђиро д’Италију, на којој је био константан и завршио је на петом мјесту, три минута иза Теа Гејган Харта.
Године 2021. завршио је класик Гран премио Мигел Индураин на четвртом мјесту, 17 секунди иза Валвердеа, након чега је Вуелту ал Паис Баско завршио на шестом мјесту у генералном пласману. Средином априла возио је Тур оф Алпс трку, гдје је остварио побједу на четвртој етапи у спринту испред Александра Власова и Сајмона Јејтса и завршио је на другом мјесту у генералном пласману, 58 секунди иза Јејтса. У мају је возио Ђиро д’Италију, гдје је било планирано да ради за Ланду, али је он пао на петој етапи и морао је да напусти трку. У наставку је радио за Дамијана Каруза и завршио је на 13 мјесту у генералном пласману, док је Карузо завршио на другом мјесту. У јулу је возио Тур де Франс, гдје је био константан и завршио је на деветом мјесту у генералном пласману, што му је био најбољи резултат на Туру.
Године 2022. завршио је последњу , седму етапу УАЕ тура на трећем мјесту, пет секунди иза Тадеја Погачара и завршио је трку на трећем мјесту у генералном пласману, 48 секунди иза Погачара. Недељу дана касније возио је Страде Бјанке, који је завршио на петом мјесту, минут иза Погачара, који је напао на 50 km до циља и остварио соло побједу. Почетком априла је возио Вуелту ал Паис Баско, гдје је остварио побједу у спринту мале групе на трећој етапи и са 18 дошао на пето мјесто у генералном пласману, на којем је и завршио трку. Сезону је наставио на Тур оф Алпс трци, гдје је прву етапу завршио на другом мјесту, одспринтавши групу која је дошла на циљ пет секунди иза Жофреа Бушара. На другој етапи је остварио побједу у спринту испред Ромена Бардеа и преузео је лидерску мајицу шест секунди испред Бардеа. Мајицу је држао до последње етапе, када је изгубио 40 секунди од тројице најближих возача и завршио је на четвртом мјесту у генералном пласману, 37 секунди иза Бардеа. У мају је возио Ђиро д’Италију заједно са Ландом, а по рангирању форме током сезоне пред почетак Ђира сврстан је на друго мјесто, иза Жоаа Алмеиде. Хронометар на првој етапи у Мађарској завршио је на трећем мјесту, иза Метјуа ван дер Пула и Бинијама Грмаја. Током цијеле трке је био у првих десет, а на крају је завршио на петом мјесту у генералном пласману, девет минута иза Џаја Хиндлија, док је Ланда завршио на трећем. Почетком августа возио је Тур де Полоње трку, гдје је трећу етапу завршио на трећем мјесту, изгубивши у спринту од Серхиа Игите и дошао је са 103 на друго мјесто у генералном пласману. У наставку трке је изгубио мало времена и завршио је на трећем мјесту у генералном пласману, 18 секунди иза Итана Хејтера. Крајем августа возио је Дојчланд тур, гдје је трећу етапу завршио на другом мјесту, 19 секунди иза Адама Јејтса и са 19 је дошао на друго мјесто у генералном пласману. На последњој, четвртој етапи, остварио је побједу у спринту испред Рубена Гереира; завршио је на другом мјесту у генералном пласману и освојио је класификацију по поенима. У септембру је возио класике у Канади; Гран при сајклисте де Квебек је завршио на 12 мјесту, а Гран при сајклисте де Монтреал на деветом, након чега је завршио сезону.
Сезону 2023. почео је на трци Сантос тур даун андер, гдје је остварио побједу на трећој етапи у спринту испред Сајмона Јејтса и Џеја Вајна и дошао је са 16 на друго мјесто у генералном пласману. На последњој, петој етапи изгубио је вријеме и завршио је на трећем мјесту, 27 секунди иза Вајна и 16 секунди иза Јејтса. Десет дана касније возио је Вуелта а ла комунидад Валенсијана трку, коју је завршио на четвртом мјесту у генералном пласману, након чега је и УАЕ тур завршио на четвртом мјесту у генералном пласману, минут и три секунде иза Ремка Евенепула. У јуну је возио Тур де Свис трку, гдје је током шесте етапе Ђино Медер пао са спуста, а затим преминуо у болници, због чега се тим Бахреин—викторијус повукао са трке. У јулу је возио Тур де Франс, гдје је био лидер тима заједно са Ландом. Другу етапу, на којој је вожен успон Јаискибел који се вози на класику Сан Себастијан, завршио је на петом мјесту у спринту групе која је на циљ дошла иза Виктора Лафаја. На петој етапи, која је била прва брдска етапа у Пиринејима, изгубио је скоро три минута од Хиндлија, који је остварио побједу из бијега и два и по минута од Јонаса Вингегора, након што је отпао на последњем успону Кол де Мари Бланк имали су два и по минута предности. Шесту етапу, на којој је вожен Кол ди Турмале, а циљ је био на успону прве категорије Котерет Камбаск, изгубио је три минута и 40 секунди од Погачара, али је надокнадио вријеме у односу на друге возаче и дошао је на 13 мјесто у генералном пласману. На десетој етапи, отишао је у бијег заједно са још 13 возача; Кристс Нејландс је напао при врху последњег успона и стекао је предност од 35 секунди. На 3 km до циља достигли су га Билбао, Џорџ Цимерман, О Конор и Естебан Чавез, након чега је Билбао побиједио у спринту и остварио прву етапну побједу на Тур де Франсу у каријери и трећу на гранд тур тркама. Побједу је посветио бившем сувозачу Ђину Медеру. Након побједе дошао је на пето мјесто у генералном пласману. На етапи 13 чији је циљ био на успону екстра категорије Гран Коломбје, изгубио је минут од Погачара и Вингегора и 30 секунди од браће Јејтс и пао је на седмо мјесто. Хронометар на етапи 16 завршио је на четвртом мјесту, два минута и 55 секунди иза Вингегора, након чега је на етапи 17, чији је циљ био на успону Кол де ла Лоз, поново отишао у бијег, заједно са још возача из генералног пласмана и завршио је на трећем мјесту, минут и 38 секунди иза Феликса Гала; при врху успона Вингегор је достигао групу у којој је био, али је у финишу Билбао напао и завршио је 14 секунди испред Вингегора. До краја трке није губио вријеме у односу на ривале и завршио је на шестом мјесту у генералном пласману, што му је био најбољи резултат на Туру. Недељу дана касније возио је Класик Сан Себастијан, гдје је напао на 70 km до циља заједно са Евенепулом и Игитом и завршио је на другом мјесту у спринту, иза Евенепула.